# 2017 FK
2017 FK è un asteroide di piccole dimensioni del diametro di circa 15 metri. È stato scoperto il 17 marzo 2017 dal telescopio dell'Osservatorio di Monte Lemmon ed il 20 marzo è passato a circa 650.000 chilometri dalla Terra. Presenta un'orbita caratterizzata da un semiasse maggiore pari a 1,2632299 au e da un'eccentricità di 0,3379440, inclinata di 4,32840° rispetto all'eclittica.